# Келвін Гроув
Келвін Гроув (англ. Calvin Grove; нар. 5 серпня 1962) — американський професійний боксер, чемпіон світу за версією IBF (1988) в напівлегкій вазі.

## Професіональна кар'єра
На професійному рингу дебютував 1982 року. Здобувши тридцять дві перемоги поспіль, 23 січня 1988 року вийшов на бій проти чемпіона IBF в напівлегкій вазі Антоніо Рівера (Пуерто-Рико) і здобув перемогу технічним нокаутом в четвертому раунді. Провівши один вдалий захист, втратив титул 4 серпня 1988 року, програвши рішенням більшості мексиканцю Хорхе Паесу. У матчі-реванші 30 березня 1989 року Гроув програв Паесу технічним нокаутом в одинадцятому раунді.
Після поразки Гроув піднявся у вазі і 7 листопада 1992 року вийшов на бій проти чемпіона WBC в другій напівлегкій вазі Азума Нельсона (Гана), але програв одностайним рішенням суддів.
Пізніше Гроув знову піднявся у вазі і 13 грудня 1994 році зустрівся з володарем титулу WBC у легкій вазі Мігелем Анхелем Гонсалесом (Мексика), але програв технічним нокаутом.
5 квітня 1998 року програв нокаутом в першому раунді Кості Цзю (Австралія), після чого завершив кар'єру.